# Schwarzenbach an der Saale
Schwarzenbach an der Saale település Németországban, azon belül Bajorországban. Lakosainak száma 6878 fő (2023. december 31.). Schwarzenbach an der Saale Konradsreuth és Oberkotzau községekkel határos.

## Népesség
A település népessége az elmúlt években az alábbi módon változott:
| Lakosok száma | 3376 | 7446 | 6917 | 8174 | 7248 | 7127 | 7116 | 7069 | 6821 | 6878 |
|               | 1875 | 1950 | 1975 | 1987 | 2012 | 2014 | 2016 | 2017 | 2021 | 2023 |